# La clemenza di Tito (Mozart)
La clemenza di Tito (česky: Velkorysost Titova), dříve také jen Titus, je název korunovační opery Wolfganga Amadea Mozarta z roku 1791. Je skladatelovou předposlední operou. 

## Historie
Autorem libreta byl Caterino Mazzolà na motivy Metastasiovy předlohy. Opera byla objednána českými stavy a zkomponována ku příležitosti korunovace Leopolda II. na českého krále. Poprvé byla uvedena ve Stavovském divadle v Praze v září 1791.

## Hlavní postavy
- Titus, římský císař (tenor)
- Sextus (alt)
- Annius (alt)
- Publius (bas)
- Vitellia (soprán)
- Servilia (soprán)

## Obsah
La clemenza di Tito je slavnostní opera o dvou dějstvích. Její děj se odehrává roku 79 n. l. v Římě. 
Vitellia, dcera bývalého císaře, se snaží získat lásku nového císaře Tita a usednout na trůn po jeho boku, ten ji však odmítá. Vitellia si jako nástroj pomsty vybere Sexta, kterého přemluví, aby zapálil Řím a v nastalém zmatku císaře zabil. Sextus váhá, neboť zjišťuje, že Titus si mezitím zvolil jako choť jeho sestru Servilii.
Císař se dozvídá o lásce Servilie k Anniovi, takže na sňatku netrvá a (trochu překvapivě) se rozhodne pojmout za manželku Vitellii, čímž důvod k vraždě odpadá. Mezitím ale již Řím hoří a Sextus zabíjí svého přítele Lentulla, který nosí plášť podobný Titovu. Císař Sexta odsuzuje za žhářství a vraždu k smrti, ale po přiznání Vitellie, že za vším stála ona, všem viníkům jejich činy odpouští.

## Slavné árie
- "Deh, se piacer mi vuoi", Vitellia
- duet "Ah, perdona al primo affetto", Annius a Servilia
- "Parto, parto, ma tu, ben mio", Sextus
- rondo "Deh, per questo istante solo", Sextus
- "Se all'impero", Titus
- rondo "Non più di fiori", Vitellia